# Igor Kraszewski
Igor Adam Kraszewski (ur. 21 stycznia 1976 w Poznaniu) – polski historyk, doktor habilitowany nauk humanistycznych, nauczyciel akademicki Uniwersytetu im. Adama Mickiewicza w Poznaniu.

## Życiorys
Uczęszczał do Liceum Ogólnokształcącego św. Marii Magdaleny w Poznaniu. W latach 1990–1994 stypendysta Krajowego Funduszu na rzecz Dzieci, zaś w późniejszym okresie jego tutor, odpowiedzialny m.in. za kilkunastokrotną organizację obozu w Pasterce.
Na Uniwersytecie im. Adama Mickiewicza w Poznaniu ukończył historię (1999) oraz europeistykę (2000). W latach 2001–2002 stypendysta rządu Republiki Francuskiej. Stopień naukowy doktora otrzymał w 2003 na UAM za rozprawę Le probleme de l'élection vivente rege dans la République nobiliaire de Pologne: l'exemple de regne de Jean II Casimir (1648–1668) (Problem elekcji vivente rege za panowania Jana II Kazimierza (1648–1668). Promotorami byli profesor Maciej Serwański (UAM) oraz profesor Chantal Grell (Uniwersytet w Wersalu). Habilitował się w 2019 na podstawie oceny dorobku naukowego i cyklu publikacji pt. Dwór i społeczeństwo szlacheckie między Rzecząpospolitą a Francją w XVII wieku.
W 2003 został adiunktem w Zakładzie Historii Nowożytnej do XVIII Wieku Instytutu Historii UAM. W swoich badaniach zajmuje się przede wszystkim historią nowożytną, zwłaszcza stosunkami polsko-francuskimi w XVI i XVII wieku, genealogią dynastyczną i szlachecką; historią ustroju oraz stosunków między dworem a szlachtą; historią dworów i domów panujących w Europie; źródłami ikonograficznymi i muzycznymi; naukami pomocniczymi historii (heraldyka polska i obca, sfragistyka, genealogia). Większość prac publikuje po angielsku i francusku.
Jest członkiem Zarządu Oddziału Poznańskiego Polskiego Towarzystwa Historycznego, sekretarzem Oddziału Poznańskiego Polskiego Towarzystwa Heraldycznego, kierownikiem projektu finansowanego przez Narodowy Program Rozwoju Humanistyki, autorem dwóch biogramów i współautorem trzeciego w Polskim słowniku biograficznym.
We wrześniu 2020 został konsulem honorowym Francji w Poznaniu.